# Salame pancettato
Il salame pancettato è un insaccato riconosciuto prodotto tradizionale italiano dalla regione Lombardia ed appartiene alla tradizione culinaria mantovana.
Alla carne di suino si aggiunge grasso, lardo, pancetta a grossi cubetti, sale, spezie e nitrati.
Il salame, insaccato in budello naturale, ha un peso da 1 a 3 kg circa, ha forma cilindrica regolare .
La stagionatura minima è di sei mesi.